# Iquiqueite
La iquiqueite è un minerale.